# Suwazono Kazuyoshi
Kazuyoshi Suwazono (sinh ngày 4 tháng 3 năm 1983) là một cầu thủ bóng đá người Nhật Bản.

## Sự nghiệp câu lạc bộ
Kazuyoshi Suwazono đã từng chơi cho FC Tokyo, Okinawa Kariyushi FC và Yokogawa Musashino.